# Ab Jüdell
Albert Jüdell (15 juni 1925 - 21 november 1983) was een Joods-Nederlandse verzetsstrijder in Nederland tijdens de Tweede Wereldoorlog. Hij werd Ab genoemd, en gebruikte de schuilnamen Bill en Alexander William van Es.

## Jeugd
Ab Jüdell werd in het Noord-Hollandse Castricum geboren als oudste zoon van Albert Jüdell en Catherina Zeewoldt. Na hem volgde zijn jongere broer Herman en zijn zusje Elisabeth. Zijn vader Ab senior was directeur/eigenaar van de Karperton Kaasfabriek in Alkmaar.
Begin jaren 1930 verhuisde de familie naar de statige Haagse wijk Bohemen. Jüdell ging in Den Haag naar de Nutsschool, waarna hij in 1937 naar de Tiemstra HBS aan de Laan van Meerdervoort ging. Zijn vader was samen met zijn broer Paul Jüdell, de eigenaren van de Haagse reisorganisatie Pullman. In september 1942 werd de Pullmann Club op last van de Duisters opgeheven en werden alle eigendommen in beslag genomen.

## Oorlogsjaren
Tijdens de meidagen redde de 15-jarige Ab het leven van enkele Nederlandse militairen. Vanaf het balkon van zijn kamer kon hij zien hoe Duitsers de Nederlandse stelling in de duinen benaderden. Hij alarmeerde de Nederlanders en kreeg na de capitulatie van hen een revolver, die hij de rest van de oorlog bij zich droeg.
Jüdell sloot zich al snel aan bij een groepje verzetsjongens uit de buurt. Ze sloten zich aan bij andere groepen en werden een officiële knokploeg.
Hun eerste actie was op de verjaardag van Prins Bernhard. De bevolking besloot om de straat op te gaan met een witte anjer op. In Den Haag kwam men bijeen bij Paleis Noordeinde, waar een felicitatieregister getekend mocht worden, hetgeen burgemeester De Monchy zijn baan kostte. De Duitsers waren geïrriteerd over die anjers en rukten ze bij de burgers af. Jüdells groepje besloot scheermesjes onder de anjers vast te maken waardoor veel Duitsers zich sneden.
Eind 1941 werd de sfeer grimmiger. Er waren razzia's en de knokploeg werd steeds professioneler. Ze pleegden overvallen om aan geld te komen, aan rantsoenbonnen of wapens. Ze verzorgden onderduikadressen. Aan de regering in Engeland werd om hulp gevraagd, en er moesten dus veilige droppingzones gezocht worden. Zo kregen ze sabotagemateriaal, geld en wapens. De Haagse verzetsgroep was actief in Den Haag en Rotterdam.
In 1943 had Jüdell pech en geluk. Pech omdat zijn ouderlijk huis werd binnengevallen terwijl hij sliep, geluk omdat de Duitser zijn algebraschrift vond en niet het daarachter liggende revolver. Hij werd naar het Oranjehotel gebracht en na ondervraging naar Kamp Vught. Na zijn vrijlating keerde hij terug naar zijn knokploeg, die naar Rotterdam was verhuisd. Tegen de bevrijding zat hij bij de Speciale Brigade, en later nog bij de Stoottroepen.

## Na de oorlog
Ab Jüdell vertrok in 1946 naar Suriname. Hij werd journalist en vertegenwoordiger van het Algemeen Nederlands Persbureau (ANP). Later werd het ANP kantoor omgedoopt in Surinaams Nieuws Agentschap (SNA) en werd hij daar directeur. Hij was ook betrokken bij de oprichting van de Bevrijdingsraad van Suriname, die na de Decembermoorden van 1982 werd opgericht onder leiding van Chin A Sen. De raad nam sterk stelling tegen de dictatuur van Bouterse. Zijn strijd tegen het regime van Bouterse maakten hem in brede kring zeer geliefd en werd hij beschouwd als de grote inspirator achter het herstel van de democratie en de mensenrechten in Suriname, het land waar hij sedert 1946 woonde. Na de onafhankelijkheid kreeg hij de Surinaamse nationaliteit.
Ab Jüdell is overleden op 21 november 1983 in de leeftijd van 58 jaar. Hij ontving een aantal onderscheidingen.

## Onderscheidingen
- Officier in de Orde van Oranje Nassau
- Nederlands Oorlogskruis
- Verzetsherdenkingskruis